# Pallas Athéna (Rembrandt)
Pour les articles homonymes, voir Alexandre le Grand (homonymie).
Pallas Athéna est une peinture à l'huile sur toile (118 × 91 cm), réalisée en 1657 par le peintre néerlandais Rembrandt.
Elle est conservée au musée Calouste-Gulbenkian de Lisbonne.

## Attribution
Le thème de cette œuvre, comme sa date et son origine, a fait l'objet de controverses parmi les spécialistes. La paternité de la peinture à Rembrandt, cependant, est difficile à contester. Les spécialistes ont affirmé que Rembrandt l'avait peint avec l'aide d'un de ses élèves. Cette possibilité est étayée par l'examen minutieux du dessin sous-jacent, dans lequel on peut voir la force expressive des mains du maître, qui est moins évidente dans certaines zones de l'œuvre finie.
Une théorie récente propose que le tableau ait pu faire partie d'une trilogie classique composée de Vénus et l'Amour (Musée du Louvre, Paris), Junon (Armand Hammer Museum, Los Angeles) et ce portrait de Pallas Athéna. Le groupe appartenait à Herman Becker (vers 1617-1678), un marchand d'art qui les avait peut-être commandés à Rembrandt. On pense que le peintre s'est peut-être inspiré d'un groupe de gravures réalisées en 1646 par Wenzel Hollar (1607-1677) d'après des compositions d'Adam Elsheimer (1578-1610), dont les titres comprenaient également des noms grecs et romains.
En raison de la similitude avec l'Alexandre le Grand (ou Homme en armure) de Glasgow, daté de 1655, il est estimé que l'exécution a été de la même époque.